# شركة نهر الأردن الاولى للطاقة الكهرومائية
شركة نهر الأردن الأولى للطاقة الكهرومائية، والمعروف أيضا باسم محطة كهرباء روتنبرج أو محطة توليد الكهرباء في الباقورة أو محطة توليد الكهرباء في تل أور ، إن اقامة سد محطة توليد الطاقة الكهرومائية التقليدية على نهر الأردن، التي تم العمل بها بين عامي 1932 و1948. ويقع في منطقة إمارة شرق الأردن (لاحقا المملكة الأردنية الهاشمية)، ولكن بنيت لتوفير الطاقة ل فلسطين الانتدابية (فلسطين المحتلة المعروفة باسم إسرائيل حاليا). تم بناء المحطة في منطقة تعرف باسم جسر المجامع، والتي أعيدت تسميتها فيما بعد من قبل شركة الكهرباء الفلسطينية باسم نهاريم، وبعد معاهدة السلام بين إسرائيل والأردن ، أصبحت اليوم جزءًا من منطقة الباقورة الأردنية.
تم تشييد المحطة بموجب امتياز من حكومة الانتداب - من قبل شركة الكهرباء الفلسطينية التابعة لبنهاس روتنبرغ، بناءً على خطة طُرحت في عام 1926. وقد اتبعت خطة روتنبرغ الأصلية لعام 1920 لبناء عشرة خزانات وأربعة عشر محطة لتوليد الطاقة الكهرومائية على نهر الأردن.  رأس المال التمويلي للمشروع من الجالية اليهودية في جميع أنحاء العالم، وقد تم تنظيمه بدعاية محدودة من أجل السماح لروتنبرغ بأن يتم تقديمه على أنه «رائد أعمال» بدلاً من كونه جزءًا من المنظمة الصهيونية. 

## التنازل

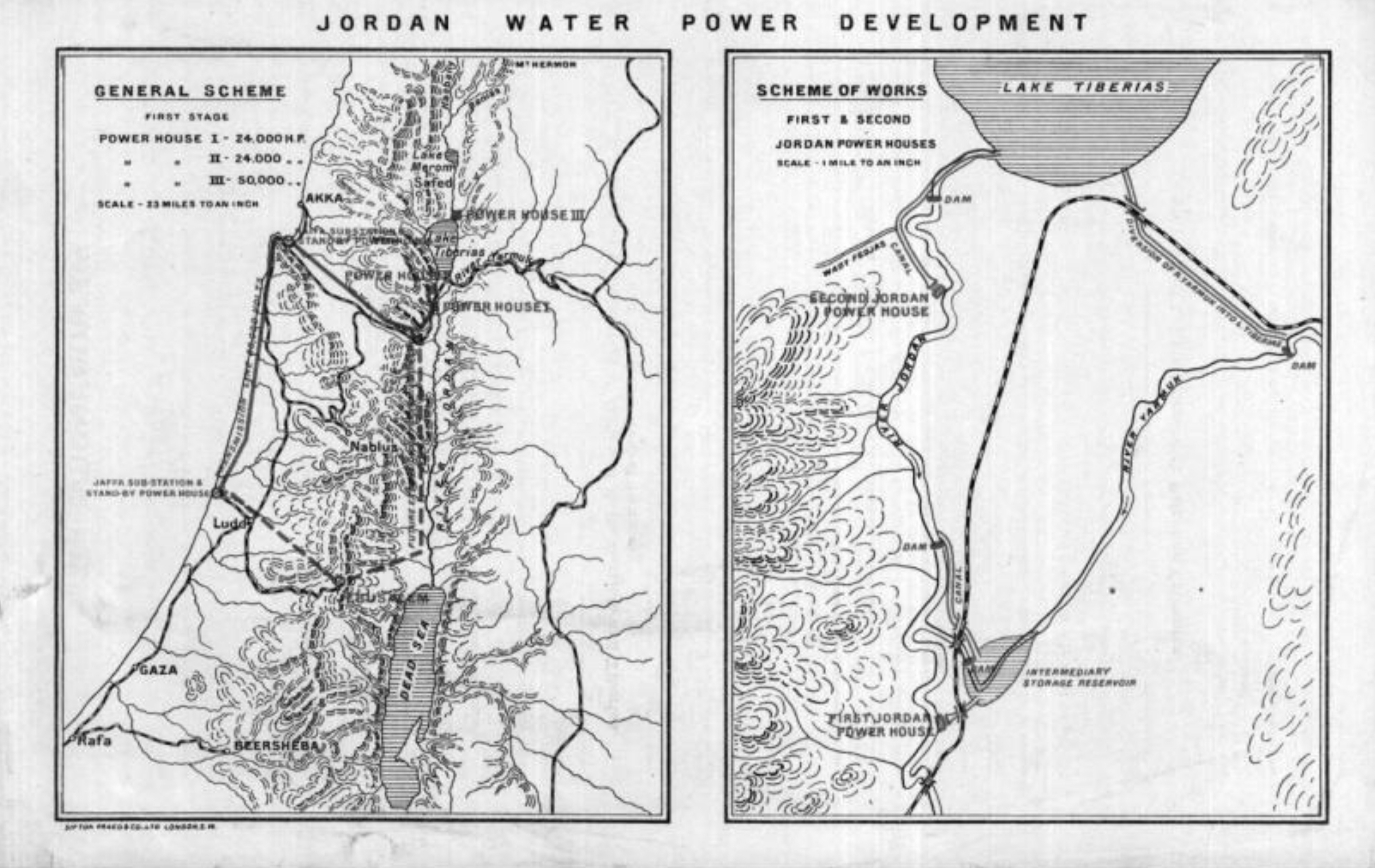
شركة الكهرباء الفلسطينية: خطط لمحطات الطاقة الثلاث في جميع أنحاء المنطقة

في 8 ديسمبر كانون الأول 1920 ، قدم بنحاس روتنبرغ عرضًا من 60 صفحة للحكومة البريطانية، مقترحًا بناء 14 محطة للطاقة الكهرومائية على طول نهر الأردن  في 21 سبتمبر 1921، تم توقيع اتفاقية امتياز بين الحكومة البريطانية وروتينبيرج لمنحه احتكار «استغلال مياه نهر الأردن وحوضه بما في ذلك نهر اليرموك وجميع الأثرياء الآخرين» والحق في «إقامة مركز طاقة بالقرب من جسر المجاميع». تطلبت هذه الاتفاقية من شركة روتينبيرج إنشاء شركة برأس مال لا يقل عن مليون جنيه إسترليني في غضون عامين؛ تم تشكيل هذه الشركة باسم شركة الكهرباء الفلسطينية (PEC). ثم تم إضفاء الطابع الرسمي على الامتياز في 5 مارس 1926 لمدة 70 عامًا وتم التصديق عليه في فلسطين الانتدابية بموجب قانون امتيازات الكهرباء لعام 1927 وفي إمارة شرق الأردن بموجب قانون امتياز الكهرباء لعام 1928.

## البناء

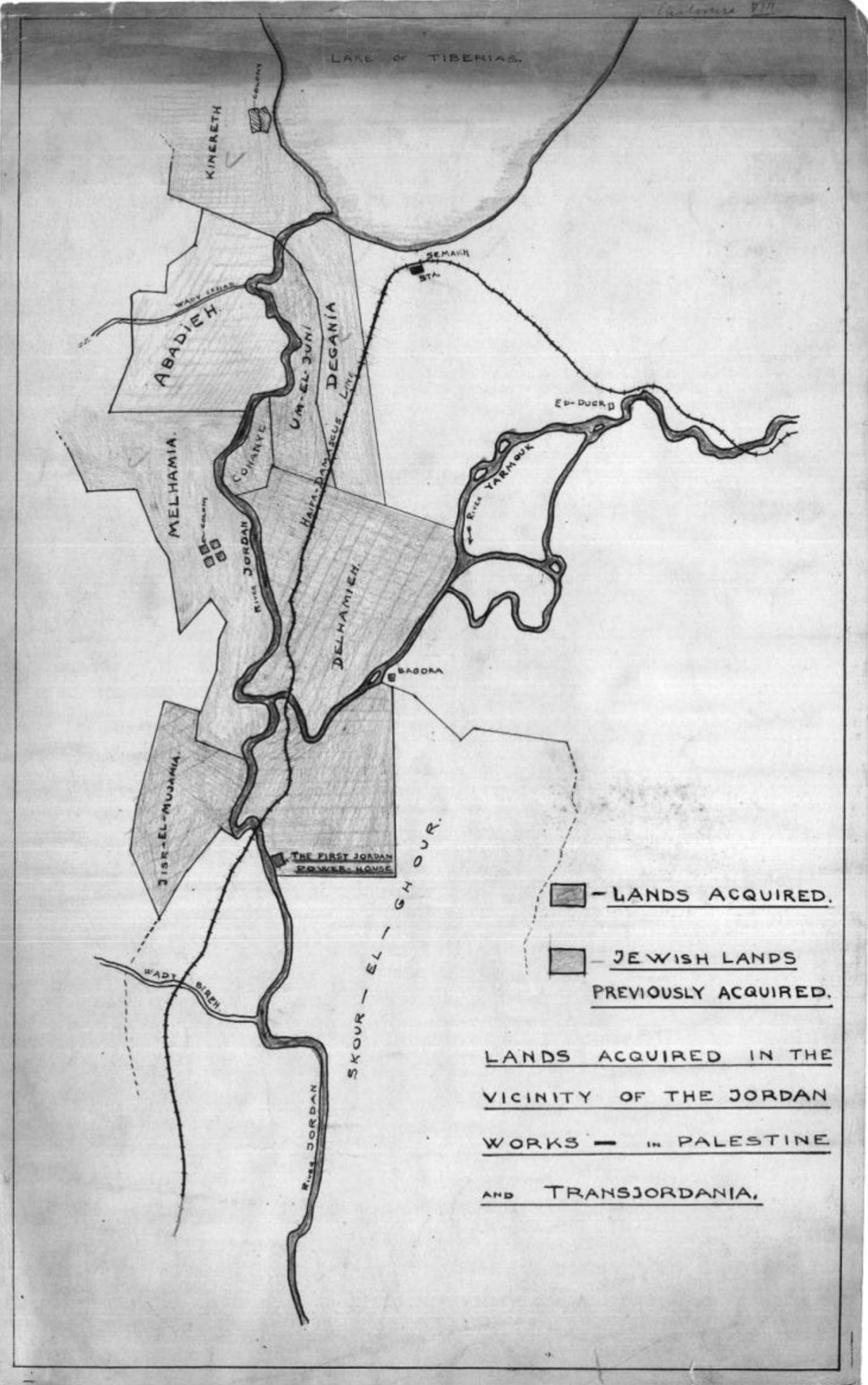
شركة الكهرباء الفلسطينية: الأراضي التي تم الاستحواذ عليها في المنطقة

تم إنشاء المصنع بين عامي 1926 و 1933. تم توظيف حوالي 3000 عامل أثناء البناء. أوضح اقتراح روتنبرغ الأصلي أن الموقع بالقرب من جسر المجامي كان الموقع الوحيد الذي «من الممكن البدء في بناء محطة طاقة على الفور»، بسبب القرب المطلوب من بحيرة طبريا (التي ستكون بمثابة خزان طبيعي) ولأنها كانت تمثل الموقع الأكثر كثافة من قبل اليهود.  أثر اختيار الموقع على المناقشات الأنجلو-فرنسية الجارية حول موقع الحدود الإلزامية، والتي أصبحت اتفاقية بوليه ونيوكومب.  ظهرت ديناميكية مماثلة في وضع اللمسات الأخيرة على الحدود الشرقية فيما يتعلق بما أصبح يعرف باسم «مثلث سيماخ Semakh triangle».

## المهام العملية
تم تشغيل المصنع بين عامي 1932 و 1948. أقيم حفل الافتتاح في 9 يونيو 1932، بحضور الأمير عبد الله الأول ملك الأردن والمسؤولون البريطانيون بما في ذلك المفوض السامي آرثر جرينفيل واشوب، والعقيد تشارلز هنري فورتنوم كوكس، والسير ستيوارت سبنسر ديفيس. 

توقف المصنع عن العمل بعد الحرب العربية الإسرائيلية عام 1948. حيث تم الاستيلاء عليها من قبل الجيش العراقي في 14 مايو 1948. كان لشرق الأردن اتفاقية سرية مع إسرائيل فيما يتعلق بحماية الأعمال. القائم بأعمال للولايات المتحدة ويلز ستابلر أورد في تقرير سري أنه عندما وصل الجيش العراقي، انفجرت المشغلين الإسرائيليين من المحطة عن بعض المولدات الكهربائية (مولدات التناوب) في محطة ومحطة أخرى تام الاستيلاء في وقت لاحق من قبل القوات العراقية. تم القبض على 38 عاملاً. تم إطلاق سراحهم فقط بعد توقيع اتفاقيات الهدنة في 3 أبريل 1949. نشر ستابلر في 11 يوليو 1949، التقرير المكتوب بعد زيارة الموقع، والتي نصت على ما يلي:
من المفهوم أنه قبل الأعمال العدائية في مايو 1948، توصلت الحكومة الأردنية والوكالة اليهودية إلى شكل من أشكال الاتفاق فيما يتعلق بحماية الأعمال الكهرومائية. من الممكن أن تكون الحكومة الأردنية قادرة على الالتزام بهذا الاتفاق لولا وصول القوات العراقية. عندما دخلت القوات العراقية المنطقة، غادر الإسرائيليون، ولكن فقط بعد تفجير بعض الدينامو في مبنى الدينامو الرئيسي. في وقت لاحق أنهى العراقي العمل، حتى أنه أزال العديد من الآلات. . . . وتخضع المنطقة لسيطرة الفيلق العربي منذ رحيل القوات العراقية قبل ثلاثة أشهر. أوقف الفيلق جميع أعمال النهب والأضرار والمنطقة تحت الحراسة. . . . من الواضح تمامًا أنه لا يمكن تشغيل أعمال محطة روتنبرغ الكهرومائية إلا باتفاق بين الأردن وإسرائيل. الأردن، من جانبه، غير قادر على تشغيل مثل هذه الأعمال بنفسه، وعلاوة على ذلك، يمكن للإسرائيليين التحكم في تدفق نهر الأردن. من ناحية أخرى لا يمكن لإسرائيل أن تبدأ عمليات الأعمال لأن جميع المباني موجودة في الأراضي الأردنية. بالإضافة إلى ذلك، يمكن للأردن التحكم في تدفق نهر اليرموك. يبدو أن الأمر سيستغرق بعض الوقت للتوصل إلى اتفاق بشأن تشغيل أعمال محطة روتنبرغ الكهرومائية كما تظل، جنبًا إلى جنب مع أعمال البوتاس في البحر الميت، نقطة مساومة مهمة للأردن.

## المقترحات لإعادة التشغيل
تم تقديم مقترحات مختلفة للتعاون بين إسرائيل والأردن فيما يتعلق باستخدام نهر الأردن في أعقاب حرب عام 1948. بعد توقيع اتفاقية الهدنة، اقترح المسؤولون التنفيذيون في المؤسسة العامة للكهرباء فتح المصنع لكن الملك الأردني رفض ذلك. تم تقديم اقتراح لتطبيق مخطط سلطة وادي تينيسي المكون من سبع ولايات على المنطقة إلى الأمم المتحدة في عام 1953 والذي ينص على:

## معرض الصور
- 1921 اتفاقية منح امتياز لاستخدام مياه نهري الأردن واليرموك وأثرياءهما لتوليد وتزويد الطاقة الكهربائية

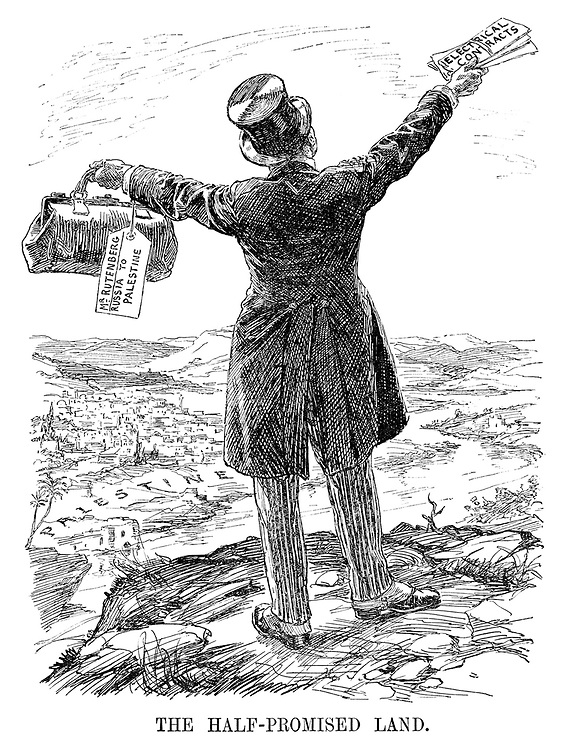
تم رسم كاريكاتير لروتنبرغ في بانش في 7 يونيو 1922 ، بينما كان الامتياز يناقش بنشاط خلال مناقشات مجلس اللوردات البريطاني حول الانتداب على فلسطين.
- 1927 وثائق تحتوي على تفاصيل الامتياز كما تم التوقيع عليه عام 1926 وتمريرها إلى القانون الفلسطيني
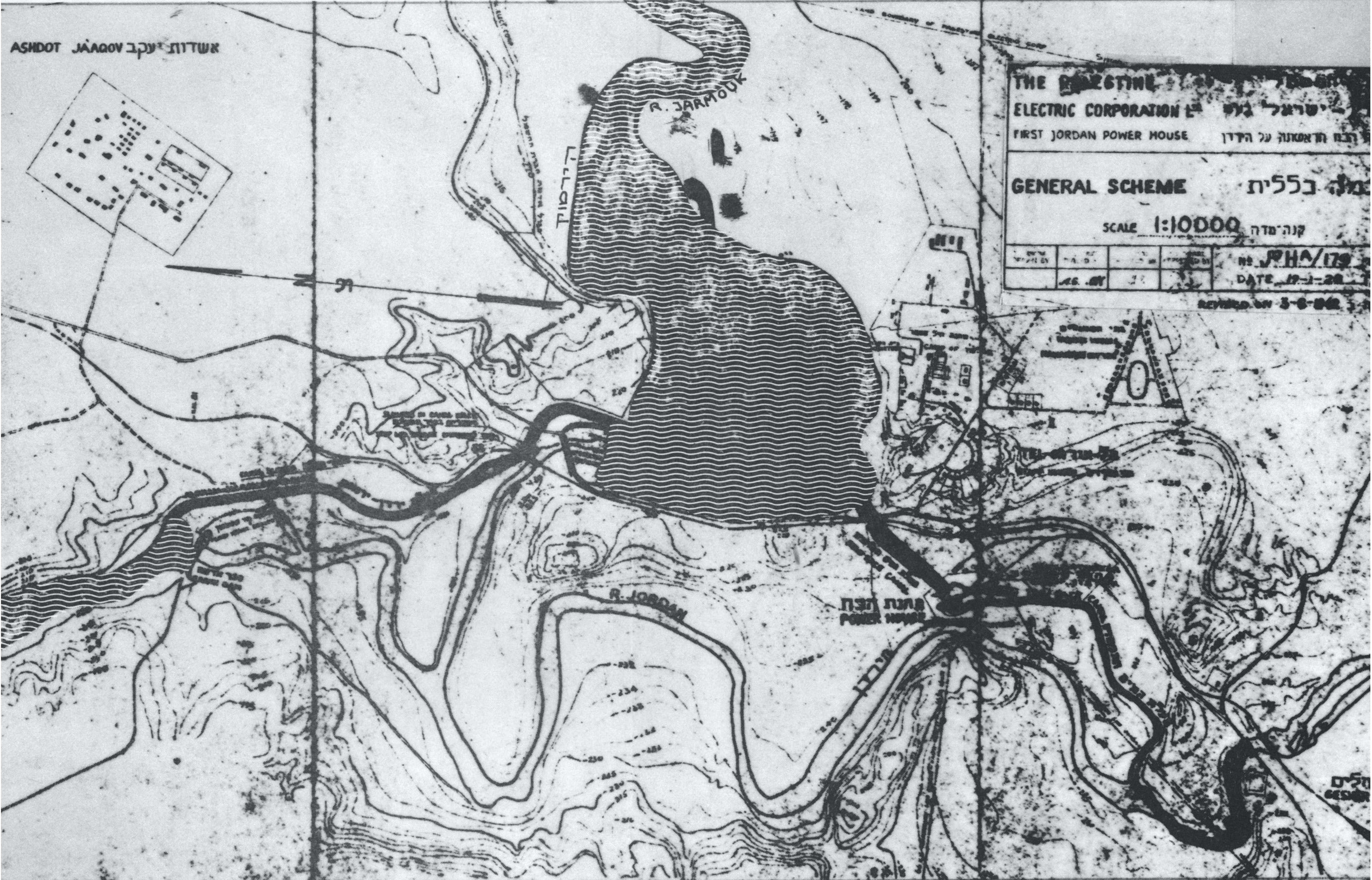
1928 المخطط العام للمشروع
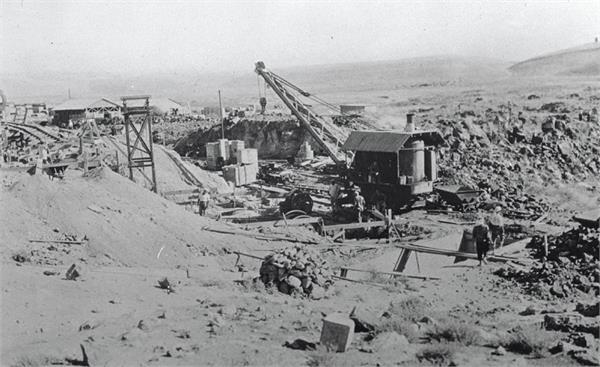
خلال علميات البناء عام 1930
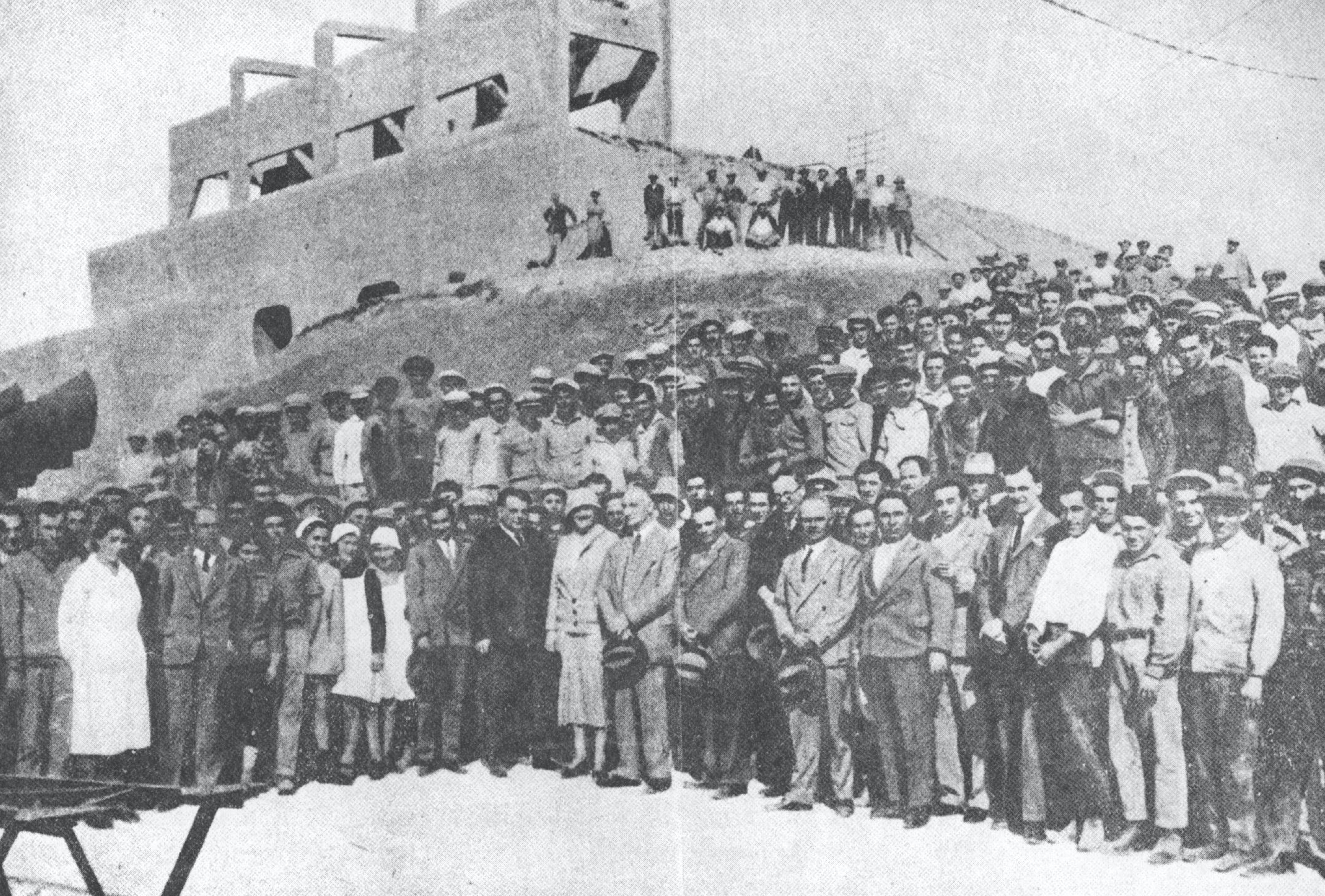
حفل الافتتاح عام 1932
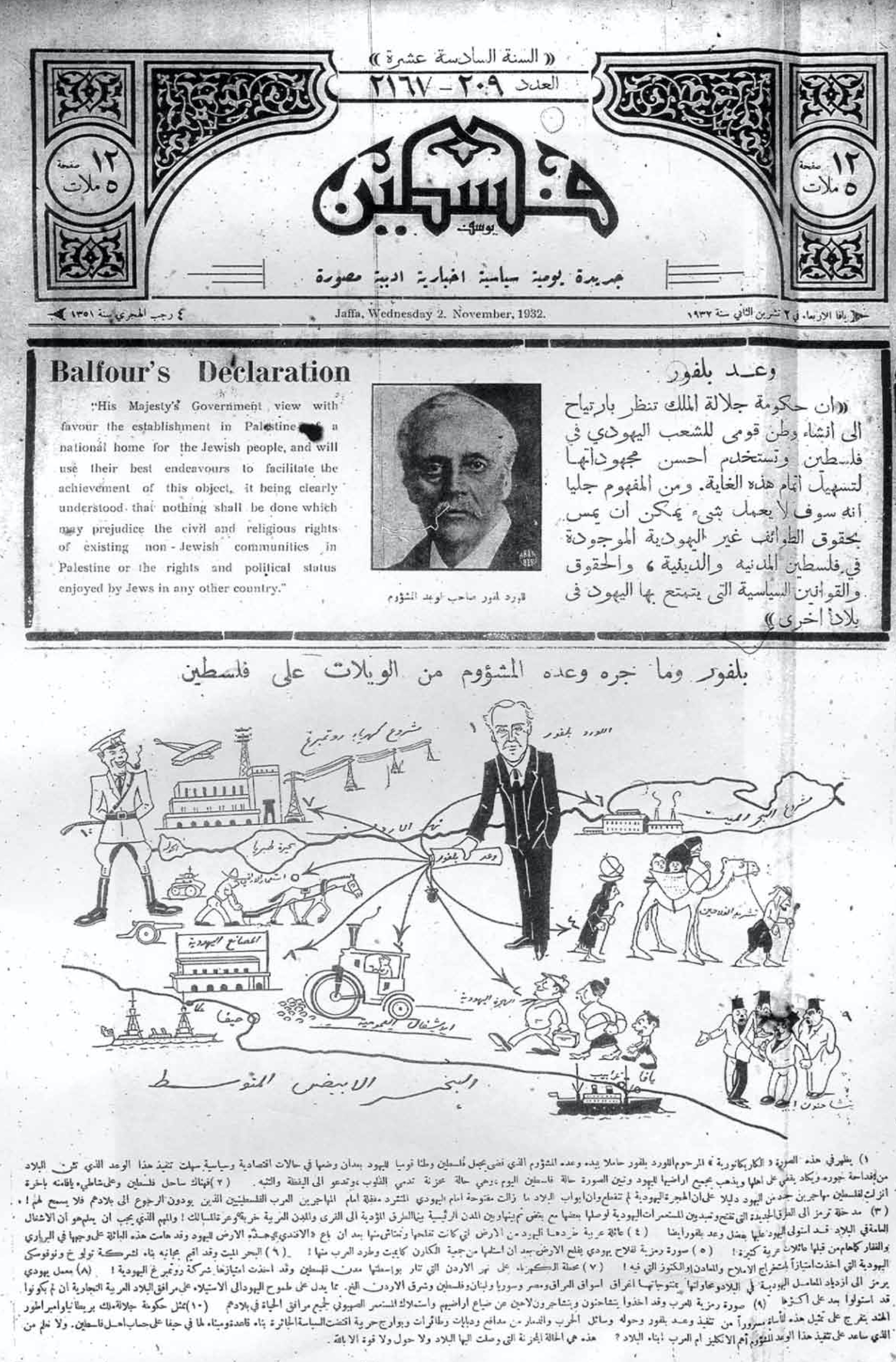
الصفحة الأولى من جريدة فلسطين العربية في الذكرى ال15 لوعد بلفور ، 2 نوفمبر 1932. محطة توليد الكهرباء تظهر في الزاوية اليسرى العليا من الرسوم الكرتونية (مشروع كهرباء روتنبرغ)
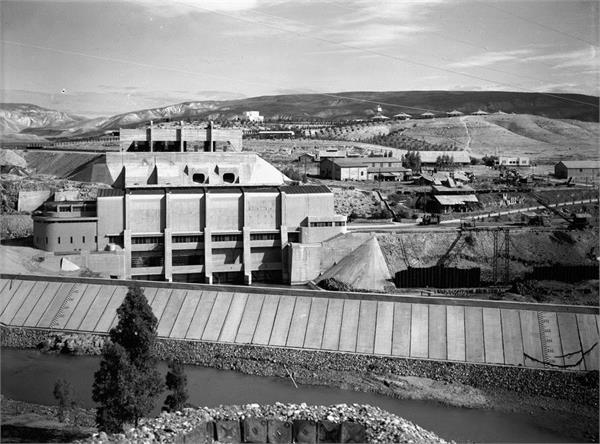
صورة عامة للمحطة 1935
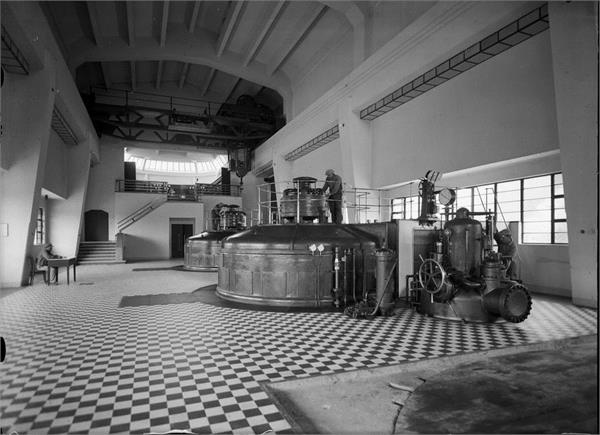
داخل محطة توليد الكهرباء 1935
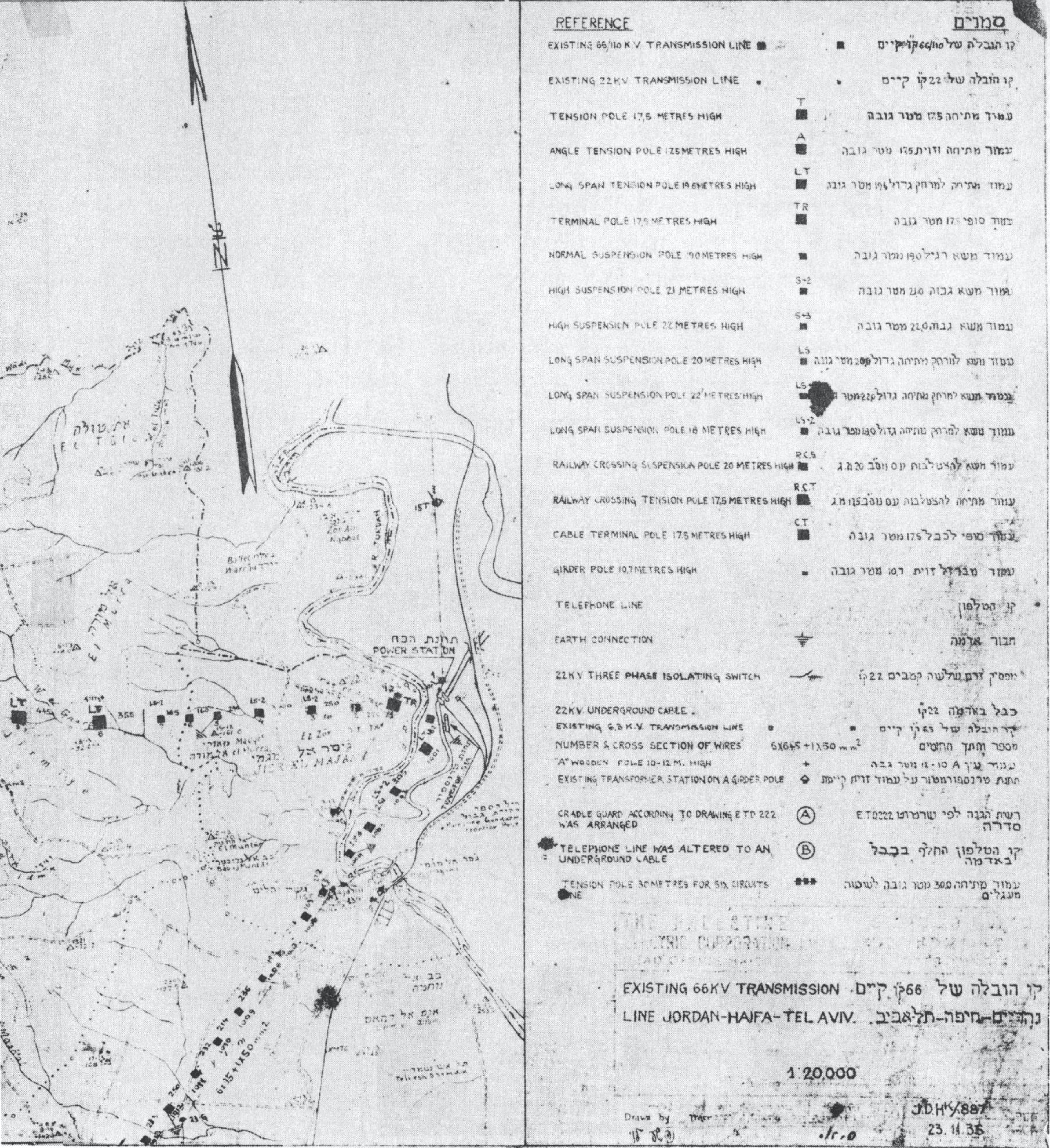
مخطط 1936 لخطوط النقل المؤدية من المصنع
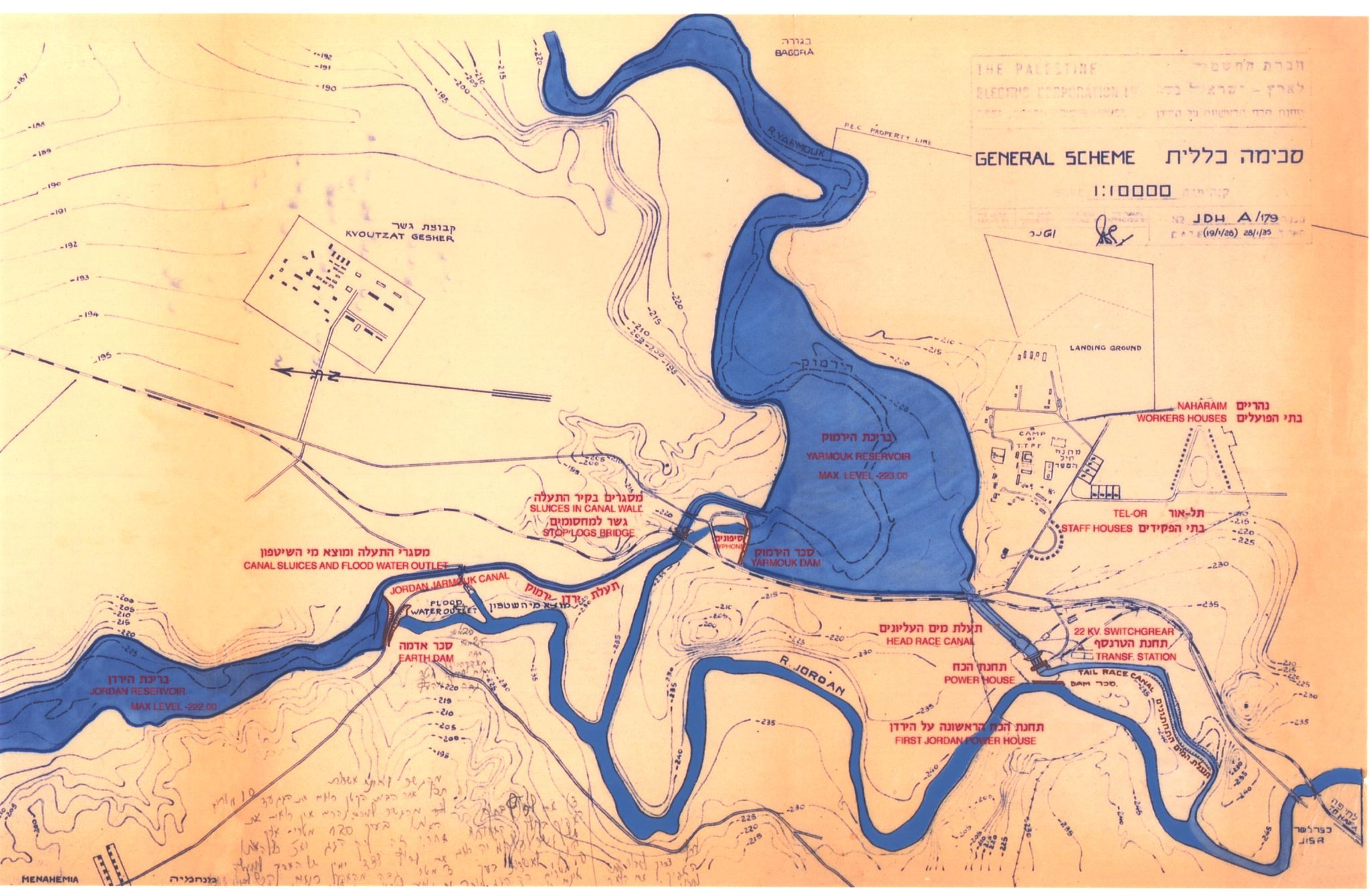
1935 خطة المخطط العام
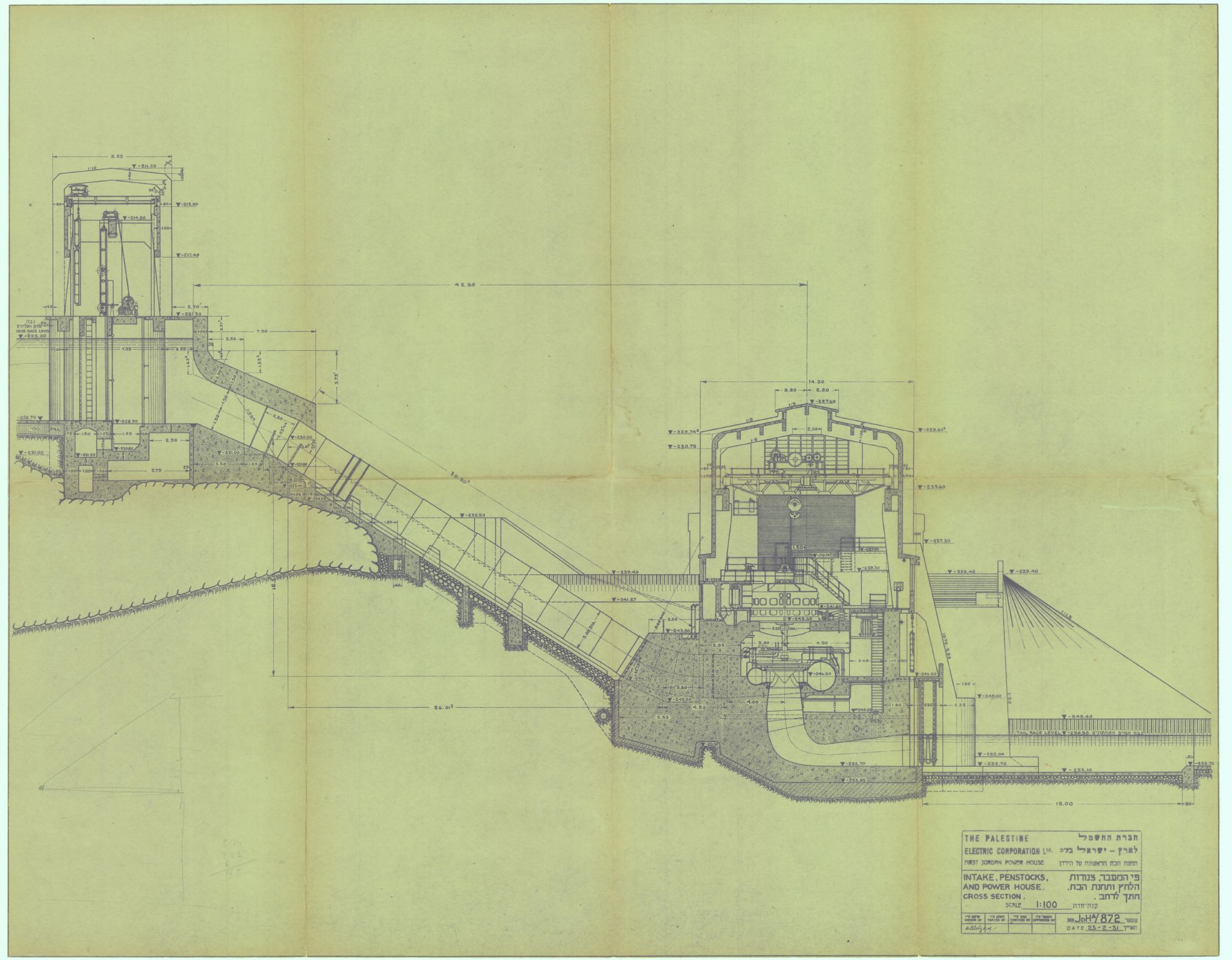
مقطع عرضي للمشروع
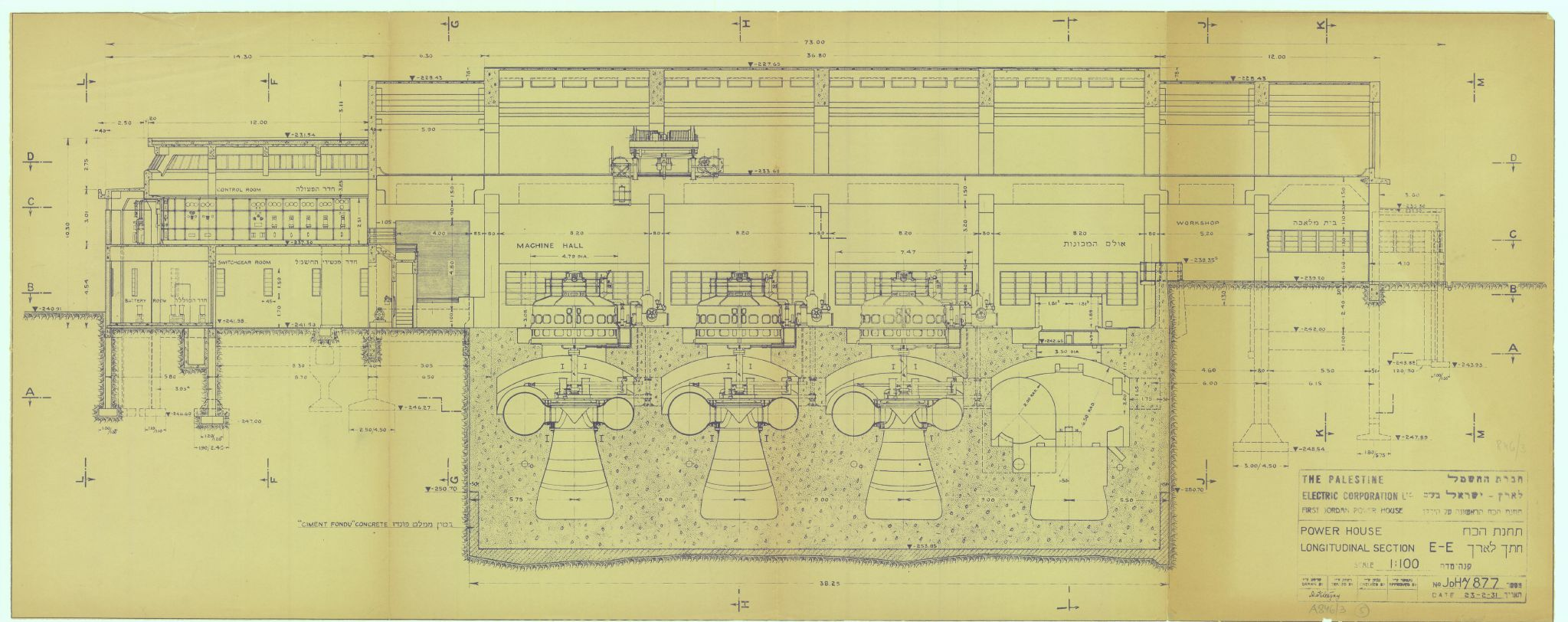
مقطع طولي للمشروع
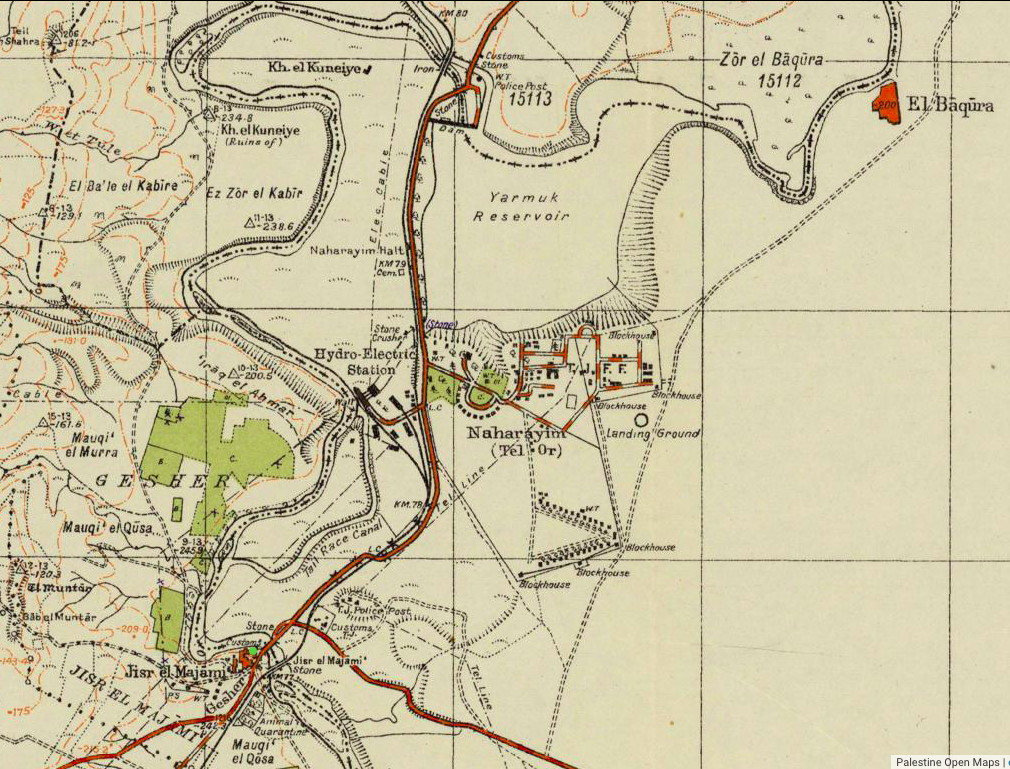
مسح لخريطة فلسطين في الاربعينات من القرن العشرين

## القدس
في عام 1948، وقّعت شركة كهرباء القدس مع حكومة الانتداب البريطاني اتفاقية تتنازل فيها عن بعض امتيازها في القدس الغربية لصالح شركة كهرباء فلسطين «مشروع روتنبرغ» مقابل تمديد امتيازها عدة أشهر، وهكذا أصبحت مدينة القدس تُزود بالكهرباء من قبل شركتين أحداهما إسرائيلية والأخرى عربية.

## الوثائق ذات الصلة
- ب. روتنبرغ، «مصادر المياه في فلسطين، أولاً، غور الأردن، مشروع أولي»، تقرير سري صدر في القدس، بتاريخ يونيو 1920، ثنائي اللغة (الإنجليزية والعبرية)، ص 61 (مقترح روتنبرغ، 8 ديسمبر 1920، TNA CO 733/9)
- وكلاء التاج للمستعمرات والسيد بنحاس روتنبرغ، «اتفاقية منح امتياز لاستخدام مياه نهري الأردن واليرموك وأثرياءهما لتوليد وتزويد الطاقة الكهربائية»، بشهادة محامي بورشل في وستمنستر، لندن. هربرت أوبنهايمر ناثان وفانديك. المحامون، لندن؛ وهاري ساشر، محامٍ في القانون وكاتب العدل، القدس، بتاريخ ٢١ سبتمبر ١٩٢١.
- 5 مارس 1926 اتفاقية الامتياز
- «الجريدة الرسمية رقم 177»، إمارة شرق الأردن، 1928.
- مناقشات مجلس العموم:
  - تخفيض الطاقة الكهربائية، HC Deb 07 نوفمبر 1921 المجلد 148 cc41-2
  - امتيازات. فلسطين (MR. RUTENBERG)، HC Deb 31 May 1922 vol 154 cc2119-20W

## الفهرس
- Meiton، Fredrik (15 يناير 2019). كهرباء فلسطين: رأس المال والتكنولوجيا من إمبراطورية إلى أمة. University of California Press. ISBN:978-0-520-96848-6. مؤرشف من الأصل في 2020-04-10.
- Meiton، Fredrik (2015). "إشعاع الوطن القومي اليهودي: الرأسمالية التكنولوجية ، والكهرباء ، وصنع فلسطين الحديثة". دراسات مقارنة في المجتمع والتاريخ. ج. 57 ع. 4. DOI:10.1017/S0010417515000419.
- Shamir، Ronen (6 نوفمبر 2013). Current Flow: The Electrification of Palestine التدفق المباشر: كهربة فلسطين. Stanford University Press. ISBN:978-0-8047-8868-7. مؤرشف من الأصل في 2020-07-16.
- Smith، Barbara J. (1 يوليو 1993). "حقوق الاحتكار للمؤسسة اليهودية". جذور الانفصالية في فلسطين: السياسة الاقتصادية البريطانية. 1920-1929. مطبعة جامعة سيراكيوز. ISBN:978-0-8156-2578-0.
- Reguer، Sara (1995). "روتنبرغ ونهر الأردن: ثورة في الكهرباء المائية". دراسات الشرق الأوسط. ج. 31 ع. 4: 691–729. DOI:10.1080/00263209508701076. JSTOR:4283757.